# الكسندر زاك
الكسندر زاك (بالألمانية: Alexander Zach)‏ هو سياسي نمساوي، ولد في 10 سبتمبر 1976 في فيينا في النمسا. نشط حزبياً في المنتدى الليبرالي. وقد انتخب عضو المجلس الوطني للنمسا.